# 羊古坳镇
羊古坳乡，是中华人民共和国湖南省邵陽市隆回县下辖的一个乡镇级行政单位。

## 行政区划
羊古坳乡下辖以下地区：
花塘村、寨石村、匡家铺村、转角丘村、刘家排村、桅子树村、高石桥村、大美田村、韩家铺村、桎木山村、禾木山村、罗英村、羊古坳村、锣鼓石村、桂山村、赵家冲村、龙家湾村、雷峰村、白山口村和牛形嘴村。